# Лобск (Жлобинский район)
Лобск (бел. Лобск) — посёлок в Краснобережском сельсовете Жлобинского района Гомельской области Белоруссии.

## География

### Расположение
В 33 км на запад от Жлобина, 11 км от железнодорожной станции Красный Берег (на линии Бобруйск — Жлобин).

## Гидрография
На западе сеть мелиоративных каналов и река Ала (приток реки Березина).

## Транспортная сеть
Транспортные связи по просёлочной, а затем автомобильной дороге Бобруйск — Гомель. Деревянные крестьянские усадьбы расположены вдоль просёлочной дороги.

## История
Основан в начале 1920-х годов переселенцами из соседних деревень на бывших помещичьих землях. В 1932 году жители вступили в колхоз. Во время Великой Отечественной войны 8 жителей погибли на фронте. Согласно переписи 1959 года в составе колхоза имени М. И. Калинина (центр — деревня Радуша).

## Население

### Численность
- 2017 год — 5 хозяйств, 3 жителей.

### Динамика
- 1959 год — 60 жителей (согласно переписи).
- 2004 год — 5 хозяйств, 8 жителей.